# Grand Prix Formule 1 van Monaco 1963
De Grand Prix Formule 1 van Monaco 1963 werd gehouden op 26 mei in Monte Carlo op het circuit van Monaco. Het was de eerste race van het seizoen.

## Uitslag
| Pos. | Nr. | Coureur                 | Constructeur   | Rondes | Tijd / Oorzaak uitval      | Grid | Punten |
| ---- | --- | ----------------------- | -------------- | ------ | -------------------------- | ---- | ------ |
| 1    | 6   | Graham Hill             | BRM            | 100    | 2:41:49.7                  | 2    | 9      |
| 2    | 5   | Richie Ginther          | BRM            | 100    | + 4.6                      | 4    | 6      |
| 3    | 7   | Bruce McLaren           | Cooper-Climax  | 100    | + 12.8                     | 8    | 4      |
| 4    | 21  | John Surtees            | Ferrari        | 100    | + 14.1                     | 3    | 3      |
| 5    | 8   | Tony Maggs              | Cooper-Climax  | 98     | + 2 Rondes                 | 10   | 2      |
| 6    | 10  | Trevor Taylor           | Lotus-Climax   | 98     | + 2 Rondes                 | 9    | 1      |
| 7    | 11  | Jo Bonnier              | Cooper-Climax  | 94     | + 6 Rondes                 | 11   |        |
| 8    | 9   | Jim Clark               | Lotus-Climax   | 78     | Versnellingsbak            | 1    |        |
| 9    | 3   | Jack Brabham            | Lotus-Climax   | 77     | Versnellingsbak            | 16   |        |
| NF   | 14  | Innes Ireland           | Lotus-BRM      | 40     | Ongeluk                    | 5    |        |
| NF   | 20  | Willy Mairesse          | Ferrari        | 37     | Versnellingsbak            | 7    |        |
| NF   | 17  | Maurice Trintignant     | Lola-Climax    | 34     | Koppeling                  | 14   |        |
| NF   | 4   | Dan Gurney              | Brabham-Climax | 25     | Differenteel               | 6    |        |
| NF   | 12  | Jim Hall                | Lotus-BRM      | 20     | Versnellingsbak            | 13   |        |
| NF   | 25  | Jo Siffert              | Lotus-BRM      | 3      | Motor                      | 12   |        |
| NS   | 15  | Chris Amon              | Lola-Climax    |        |                            | (15) |        |
| NQ   | 24  | Bernard Collomb         | Lotus-Climax   |        |                            |      |        |
| WD   | 1   | Phil Hill               | ATS            |        | Wagen niet klaar           |      |        |
| WD   | 2   | Giancarlo Baghetti      | ATS            |        | Wagen niet klaar           |      |        |
| WD   | 16  | John Campbell-Jones     | Lotus-BRM      |        | Versnellingsbak beschadigd |      |        |
| WD   | 18  | Ian Burgess             | Scirocco-BRM   |        | Wagen niet klaar           |      |        |
| WD   | 19  | Tony Settember          | Scirocco-BRM   |        | Wagen niet klaar           |      |        |
| WD   | 22  | Nasif Estefano          | de Tomaso      |        |                            |      |        |
| WD   | 23  | Lorenzo Bandini         | BRM            |        |                            |      |        |
| WD   | 24  | Carel Godin de Beaufort | Porsche        |        |                            |      |        |

## Statistieken
| Pole-position | Jim Clark    | Lotus-Climax | 1:34.3 |
| Snelste ronde | John Surtees | Ferrari      | 1:34.5 |

## Noot
- Dit was het debuut voor de Nieuw-Zeelandse coureur Chris Amon.
- Vijftigste Grand Prix-start voor een Australische coureur.
- Vijfde Grand Prix-winst voor Graham Hill.

1929 · 1930 · 1931 · 1932 · 1933 · 1934 · 1935 · 1936 · 1937 · 1948 · 1950 · 1955 · 1956 · 1957 · 1958 · 1959 · 1960 · 1961 · 1962 · 1963 · 1964 · 1965 · 1966 · 1967 · 1968 · 1969 · 1970 · 1971 · 1972 · 1973 · 1974 · 1975 · 1976 · 1977 · 1978 · 1979 · 1980 · 1981 · 1982 · 1983 · 1984 · 1985 · 1986 · 1987 · 1988 · 1989 · 1990 · 1991 · 1992 · 1993 · 1994 · 1995 · 1996 · 1997 · 1998 · 1999 · 2000 · 2001 · 2002 · 2003 · 2004 · 2005 · 2006 · 2007 · 2008 · 2009 · 2010 · 2011 · 2012 · 2013 · 2014 · 2015 · 2016 · 2017 · 2018 · 2019 · 2020 · 2021 · 2022 · 2023 · 2024 · 2025
Als eretitel: 1923 (Italië) · 1924 (Frankrijk) · 1925 (België) · 1926 (San Sebastián) · 1927 (Italië) · 1928 (Italië) · 1930 (België) · 1947 (België) · 1948 (Zwitserland) · 1949 (Italië) · 1950 (Groot-Brittannië) · 1951 (Frankrijk) · 1952 (België) · 1954 (Duitsland) · 1955 (Monaco) · 1956 (Italië) · 1957 (Groot-Brittannië) · 1958 (België) · 1959 (Frankrijk) · 1960 (Italië) · 1961 (Duitsland) · 1962 (Nederland) · 1963 (Monaco) · 1964 (Groot-Brittannië) · 1965 (België) · 1966 (Frankrijk) · 1967 (Italië) · 1968 (Duitsland) · 1972 (Groot-Brittannië) · 1973 (België) · 1974 (Duitsland) · 1975 (Oostenrijk) · 1976 (Nederland) · 1977 (Groot-Brittannië)
Als alleenstaande race: 1983 · 1984 · 1985 · 1993 · 1994 · 1995 · 1996 · 1997 · 1999 · 2000 · 2001 · 2002 · 2003 · 2004 · 2005 · 2006 · 2007 · 2008 · 2009 · 2010 · 2011 · 2012 · 2016